# Intervenção militar russa na Guerra Civil Síria
A intervenção russa na Guerra Civil Síria foi uma operação militar que começou em setembro de 2015 e perdurou até dezembro de 2024. Consistiu de uma série de ataques aéreos e navais feitos pelas forças armadas da Rússia contra o grupo extremista autoproclamado Estado Islâmico (EI) na Síria. Operações terrestres feitas por forças especiais russas, unidades de elite do exército russo e grupos mercenários como o ChVk Wagner também foram reportadas. Os bombardeios e missões atingiram outras organizações não jihadistas que lutavam contra o regime do ditador sírio Bashar al-Assad. Antes da intervenção militar direta, os russos haviam se limitado a apoiar, monetariamente e em termos de armas, o exército sírio durante sua luta contra a oposição síria e outros grupos.
Segundo autoridades russas, sua campanha militar na Síria começou após um pedido formal feito pelo governo sírio em Damasco. O propósito destas ações seria ajudar o regime de Assad a lutar contra terroristas. O governo sírio estava perdendo terreno em todas as frentes para os rebeldes ou para as milícias fundamentalistas, como o Estado Islâmico. No final de 2017, a intervenção produziu ganhos significativos para o governo sírio, incluindo a reconquista de Palmira das mãos do Estado Islâmico em março de 2016, a retomada da cidade de Aleppo em dezembro de 2016 e o rompimento do longo cerco de Deir ez-Zor e a retomada da cidade como um todo em novembro de 2017. Em janeiro de 2017, o Chefe do Estado-Maior das Forças Armadas da Federação Russa, Valery Gerasimov, disse que, no geral, a força aérea russa lançou pelo menos 19 160 missões de combate e fez mais de 71 000 ataques contra o que definiram como "infraestrutura dos terroristas". No final de dezembro de 2017, o ministro da Defesa russo disse que os militares do seu país eliminaram vários milhares de terroristas, enquanto 48 000 membros das forças armadas russas "ganharam experiência de combate" durante a operação na Síria. A campanha foi criticada por vários órgãos internacionais por bombardeios aéreos russos indiscriminados em toda a Síria que visavam escolas e infraestruturas civis, bombardeio de cidades como Aleppo e várias táticas de terra arrasada, como contra instalações subterrâneas.
Segundo o governo dos Estados Unidos, que defende a saída de Bashar al-Assad do poder, os ataques aéreos russos não atingiram só os extremistas muçulmanos, mas também outros rebeldes que lutavam contra o regime sírio, como o grupo chamado Exército Livre. A intervenção polarizou os governos ao longo de linhas previsíveis. Países com estreitos laços diplomáticos e econômicos com a Rússia, incluindo China, Egito, Iraque e Bielorrússia, geralmente apoiaram a intervenção, enquanto as reações de governos próximos aos Estados Unidos foram geralmente críticos, com muitos governos denunciando a Rússia por seu papel na guerra e destacando sua cumplicidade nos crimes de guerra relatados pelo regime sírio. A Human Rights Watch e a Amnesty International afirmaram que os militares russos estavam cometendo crimes de guerra e deliberadamente visando civis, especialmente via bombardeios indiscriminados. O governo dos Estados Unidos condenou a intervenção e impôs sanções econômicas contra a Rússia por apoiar o governo sírio. Funcionários das Nações Unidas condenaram a intervenção russa e disseram que o país estava cometendo crimes de guerra de forma desenfreada. As autoridades russas rejeitaram esta denúncia, incluindo acusações de "barbárie", como falsas e politicamente motivadas, provocando assim uma condenação ainda mais forte dos governos que apoiam os grupos rebeldes.
Em novembro de 2024, a retomada dos ataques aéreos russos em larga escala não conseguiram deter a ofensivas da oposição síria, a Rússia começou a retirar suas tropas da região após a queda do regime de Bashar al-Assad em dezembro. Naquela altura, as forças russas na Síria consistiam em forças especiais, segurança de base e uma unidade de aviação.

## Operações

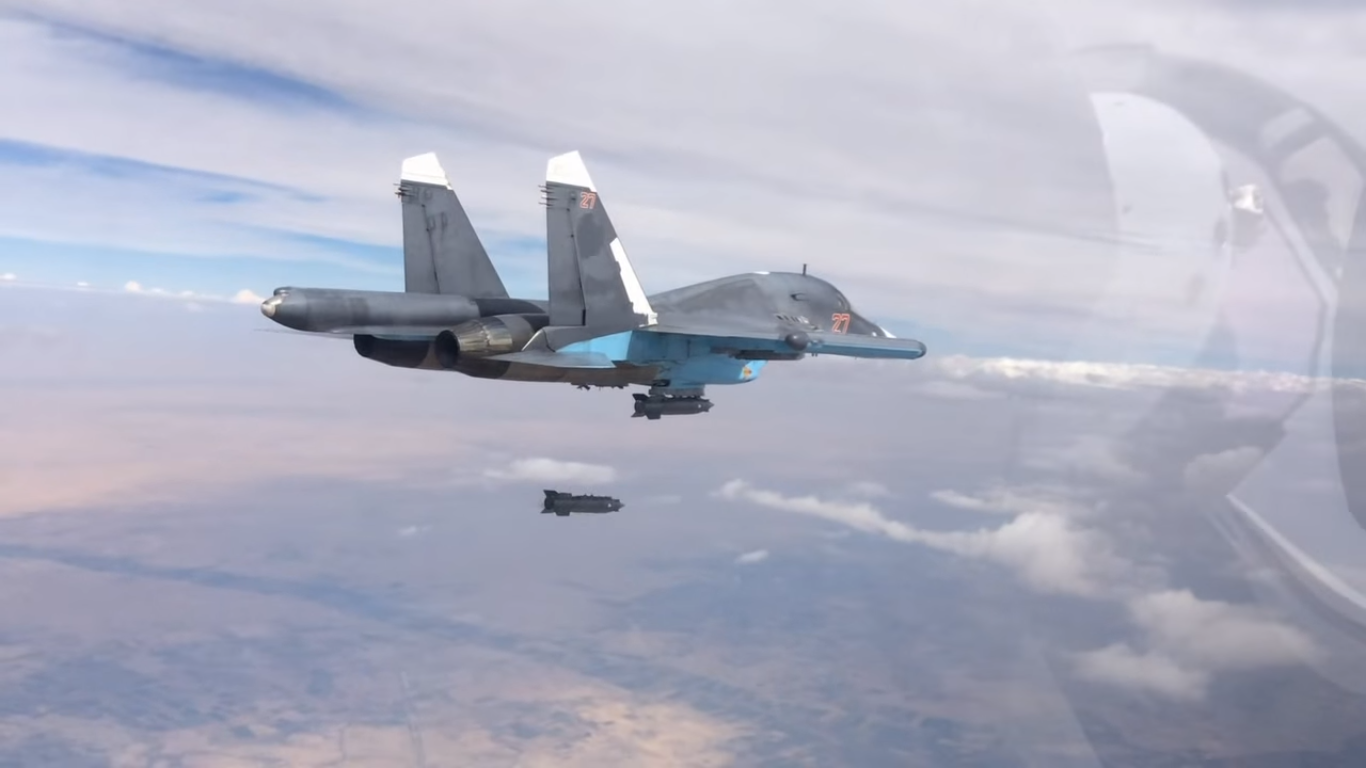
Um caça russo Su-34 bombardeando alvos na Síria.

Nas primeiras 24 horas de operações (30 de setembro-1 de outubro), a força aérea russa lançou mais de vinte surtidas aéreas em território sírio. Dezenas de militantes anti-Assad teriam sido mortos, mas vários civis também perderam suas vidas. Os ataques iniciais russos se focaram nas províncias de Lataquia, Homs, Hama e Idlib. Autoridades ocidentais afirmaram que o Estado Islâmico não foi o principal alvo dos bombardeios, com cidades sob controle de grupos ditos como "moderados" da oposição síria (apoiado pelos Estados do Golfo e pelo Ocidente) também sendo atingidas.
Os bombardeios prosseguiram nos dias seguintes, se expandindo para os distritos de Raqqa, Deir ez-Zor, Quneitra e Al-Hasakah. Operações conjuntas com a força aérea síria contra a Frente al-Nusra, um grupo jihadista inimigo do Estado Islâmico, foram conduzidas em Homs. Raqqa, uma das principais bases de poder do EIIL na Síria, foi intensamente bombardeada por aviões russos. Pela região, depósitos de munição, linhas de suprimento e bases de comando e controle de grupos anti-Assad foram destruídas.
Entre 5 e 7 de outubro, novos ataques aéreos russos foram reportados contra bases do Estado Islâmico pela Síria. Instalações do EI foram bombardeadas, atingindo paióis de munição e vários blindados que estavam em mãos dos extremistas muçulmanos, incluindo tanques T-55. Grupos rebeldes sírios no norte, que afirmam não ter ligações com organizações jihadistas, também foram alvos dos bombardeios russos e foram forçados, em várias localidades, a recuar de suas posições. Foi reportado também que aeronaves da Rússia teriam violado o espaço aéreo turco.
No dia 6 de outubro, foi reportado também que forças navais russas haviam assumido posições perto da Síria. No dia seguinte, os navios russos teriam abrido fogo, por meio de mísseis de longo alcance, contra alvos do Estado Islâmico, segundo o ministro da defesa Sergei Shoigu. Esta notícia, somada a informações de que tropas terrestres russas estavam se deslocando para a região, sugeria que a Rússia estaria se preparando para escalar ainda mais sua participação na guerra, algo negado pelo Kremlin. Com a expansão da campanha militar russa na Síria, o Ocidente e nações do Oriente Médio, como a Turquia, condenaram o governo russo afirmando que boa parte dos seus ataques em solo sírio miravam grupos rebeldes e não os extremistas do Estado Islâmico. Grupos treinados e armados pelos Estados Unidos, como o Exército Livre da Síria, tiveram várias de suas bases atingidas. Autoridades russas se defendem afirmando que seu principal alvo são os "terroristas", termo que o regime Assad usa não apenas para descrever os extremistas mas também todos os grupos de oposição.

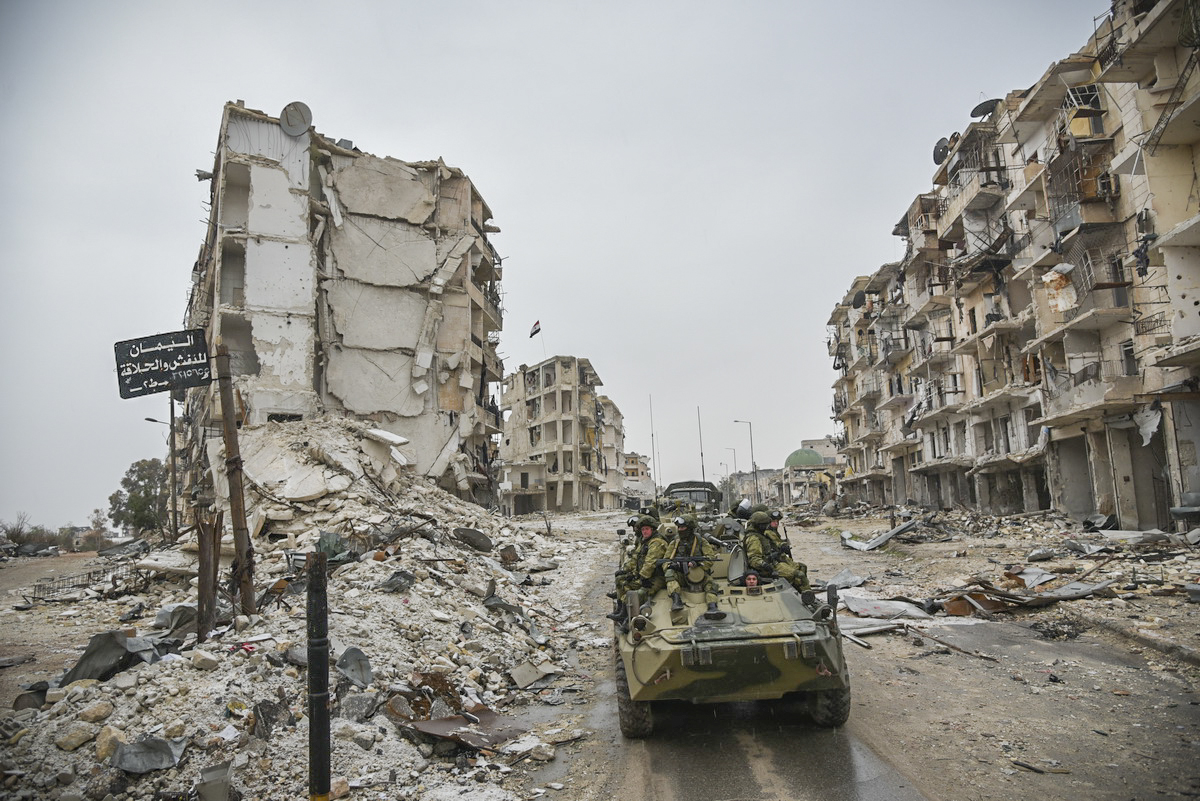
Tropas russas em Alepo.

No meio tempo dos ataques aéreos russos, o governo do Irã e lideranças da milícia Hezbollah anunciaram que enviariam mais combatentes para a Síria, com o propósito de apoiar as operações russas e o regime de Bashar al-Assad. Já ao fim do dia 7 de outubro, pela primeira vez, uma ofensiva terrestre encabeçada pelo exército sírio foi conduzida com cobertura coordenada da força aérea russa, na região central da Síria. Os bombardeios da Rússia passariam a se intensificavam com passar do tempo, atingindo mais cidades e causando mais danos. Em meados de outubro, segundo dados do governo, a força aérea russa afirmava que seus aviões estavam voando pelo menos 60 surtidas por dia, matando centenas de integrantes do Estado Islâmico e membros de diversas organizações rebeldes. No dia 13 deste mês, militares russos afirmaram ter conduzido pelo menos 88 bombardeios pela Síria em um espaço de 24 horas, atingindo diversas bases de grupos jihadistas. Ao fim de outubro, após um mês de operações, o governo da Rússia afirmou ter atingido 1 623 alvos de "grupos terroristas" na Síria, incluindo 51 campos de treinamento, 131 depósitos de mantimentos, 249 postos de comunicação e controle, 35 fábricas de carros bomba, 371 posições fortificadas e 786 bases avançadas e campos. Autoridades ocidentais, contudo, continuam a afirmar que o Estado Islâmico não é a prioridade dos russos, com suas bombas atingindo majoritariamente áreas controladas por grupos rebeldes da oposição e não islamitas.

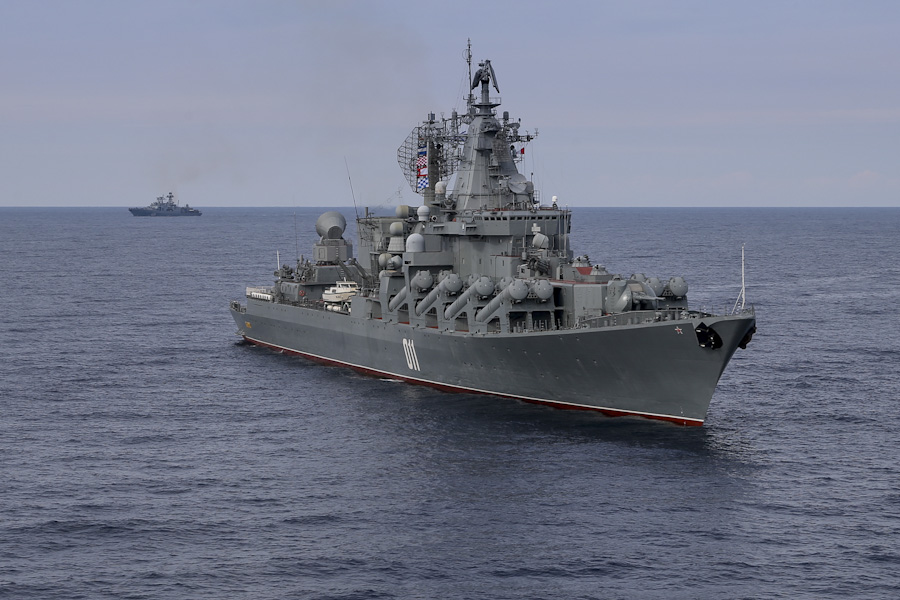
Navios de guerra russo em ação no mar mediterrâneo para dar apoio as operações militares na Síria.

Em 24 de novembro de 2015, durante uma missão de bombardeio no norte da Síria, um caça russo Sukhoi Su-24 foi abatido pela aviação militar turca. O governo da Turquia afirmou que o avião russo havia violado seu espaço aéreo, o que a Rússia negou dizendo que sua aeronave foi derrubada enquanto voava sobre solo sírio. No mesmo dia, uma missão de resgate (encabeçada pelo corpo de fuzileiros navais russo) foi lançada para tentar reaver os pilotos do avião abatido. Contudo, quando chegaram, os militares russos foram atacados por rebeldes sírios, com o helicóptero de resgate Mi-8 sendo destruído por disparos de morteiro. Um fuzileiro russo foi morto na operação. Esses incidentes acabaram por abalar ainda mais as relações já tumultuadas entre a Rússia e os países da região, apoiados pelo Ocidente.
Em 14 de março, o presidente Vladimir Putin anunciou que boa parte das tropas e equipamentos das forças armadas russas que participavam da intervenção na Síria estavam sendo enviados de volta para casa. A desmobilização começou no dia seguinte ao anúncio. A retirada foi autorizada logo após uma reunião bem sucedida feita na cidade de Genebra entre as partes envolvidas no conflito. Putin afirmou que o desempenho dos seus militares na intervenção foi o que tornou as conversações para um cessar-fogo na Síria possíveis. O presidente russo, contudo, afirmou que o país poderia voltar a realizar ataques em território sírio, caso fosse necessário. De fato, foi reportado que aviões russos ainda voavam pela região, mesmo após a desmobilização.
De acordo com o acadêmico americano F.A. Gerges, a intervenção militar russa foi um ponto determinante na guerra civil síria. Utilizando suas melhores armas, incluindo novos aviões de combate, mísseis de cruzeiro disparados por navios e outros equipamentos, além de conselheiros militares no solo, os russos mudaram os rumos que o conflito estava tomando, onde o Estado Islâmico e a oposição síria estavam ganhando terreno. Os exércitos do regime de Bashar al-Assad, que estavam acuados e sem esperanças, voltaram então a ofensiva, ganharam momento e ânimo, e conseguiram assim realizar diversos avanços nas frentes de batalha no norte e sul, tomando territórios outrora controlados por opositores e islamitas em regiões cruciais como as de Damasco e Alepo.

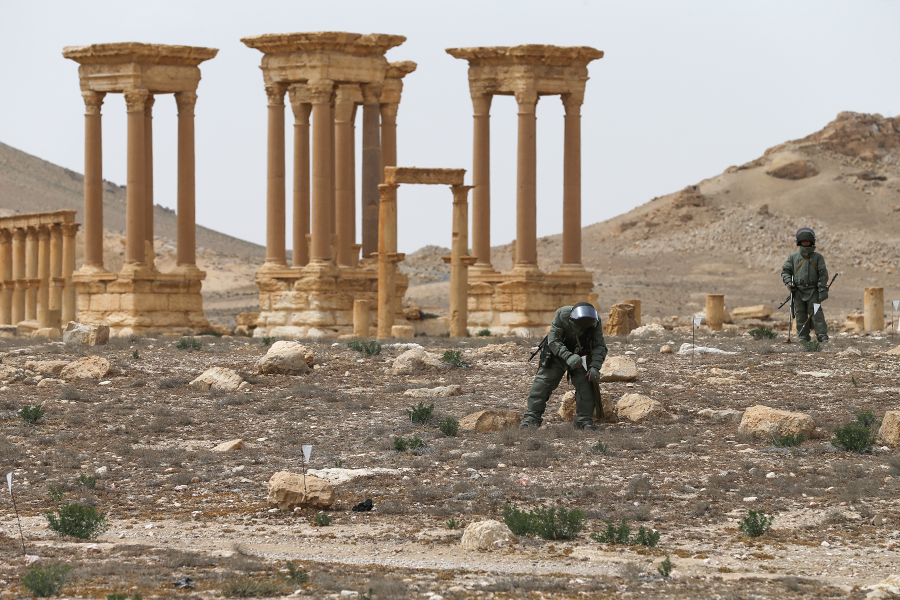
Militares Sapadores russos ajudando na retirada de minas terrestres na região de Palmira.

Segundo ativistas sírios baseados fora do país, mais de 7 000 pessoas morreram (incluindo mais de 2 500 civis, 2 400 militantes do Estado Islâmico e 2 100 membros de organizações jihadistas e de outros grupos rebeldes) nos ataques russos na Síria durante os primeiros seis meses de operação. Organizações de direitos humanos acusaram a Rússia de cometer crimes de guerra nas suas ações militares em território sírio, incluindo bombardeios de alvos civis. As autoridades do governo russo em Moscou negaram tais acusações.

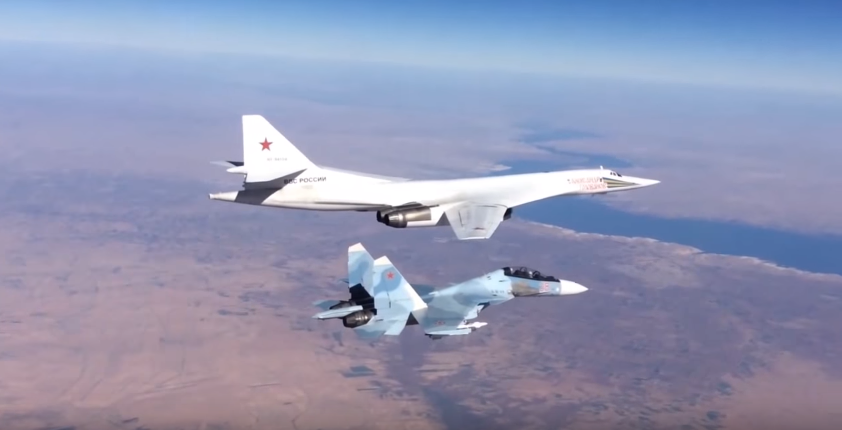
Um SU-30 russo escoltando um avião bombardeiro Tu-160 sobre a Síria.

Ao fim de março de 2016, apesar da ordem de retirada oficial anunciada pelo governo, militares russos das forças especiais participaram da tomada da cidade de Tadmur (próxima a Palmira). Pelo menos um soldado russo morreu nesses combates.
Em 8 de julho de 2016, um helicóptero sírio do tipo Mi-25, de acordo com fontes não oficiais, foi derrubado por um lançador de mísseis BGM-71 TOW, de fabricação americana, ao leste da região de Palmira. Os dois pilotos a bordo, que seriam russos, morreram no incidente. Dias depois, o governo da Rússia anunciou que estaria levando para a Síria um grupamento de aviões bombardeiro Tu-22M3, para assim ter mais poder de fogo e expandir as missões de ataque no leste do país.

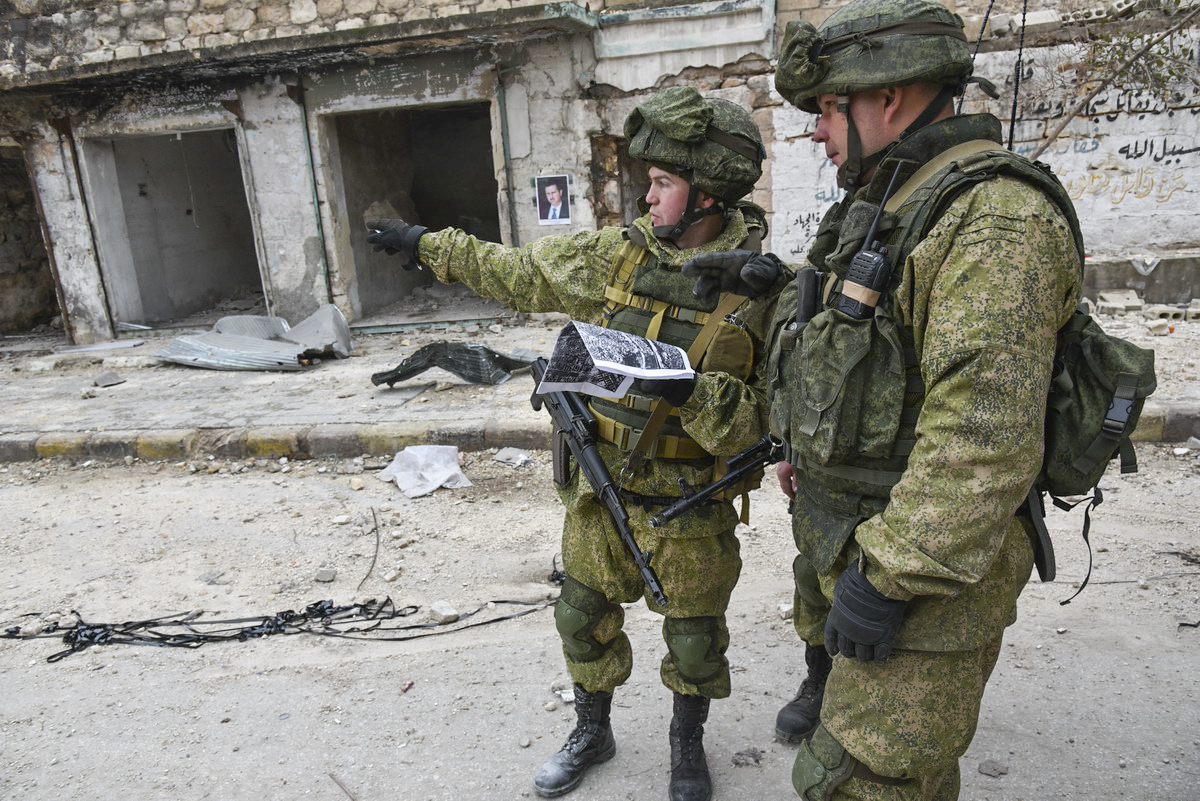
Engenheiros militares russos em Alepo em 2016.

Ao fim de setembro de 2016, foi reportado que os ataques russos na Síria teriam causado a morte de 9 364 pessoas (incluindo 3 800 civis e 2 750 jihadistas do Estado Islâmico). Além disso, pelo menos 20 mil civis teriam sido feridos.
No segundo semestre de 2016, a força aérea russa focou suas incursões na região de Alepo para dar apoio a uma grande ofensiva que o exército sírio e milícias aliadas faziam para expulsar os rebeldes daquela cidade. Os Estados Unidos e organizações defensoras dos direitos humanos condenaram a Rússia, afirmando que seu bombardeio era "indiscriminado" e estava causando muitas mortes de inocentes. Os russos pausaram, por um tempo, seus ataques aéreos para dar espaço para ações humanitárias, mas voltaram a bombardear Alepo logo em seguida.
Com o propósito de dar mais apoio as recentes ofensivas dos exércitos de Bashar al-Assad, o governo russo enviou uma grande frota de navios (a maior já reunida pelo país desde o fim da Guerra Fria) para o mar mediterrâneo, próximo a costa da Síria. Liderando tal frota estava o porta-aviões Admiral Flota Sovetskogo Soyuza Kuznetsov, contando com o apoio do cruzador de batalha Pyotr Velikiy, um par de contratorpedeiros da classe Udaloy e várias embarcações menores. Estas movimentações aumentaram ainda mais a tensão da Rússia com o Ocidente.
Assim, no final de 2016, com mais armas e mais força militar a disposição, os russos lançaram-se em diversos e pesados bombardeios aéreos contra redutos da oposição síria pelo país. Sua principal ajuda foi na retomada da cidade de Alepo, onde deram crucial apoio as forças do regime Assad. Os militares russos foram, contudo, acusados de bombardeio indiscriminado que teria matado centenas de civis.

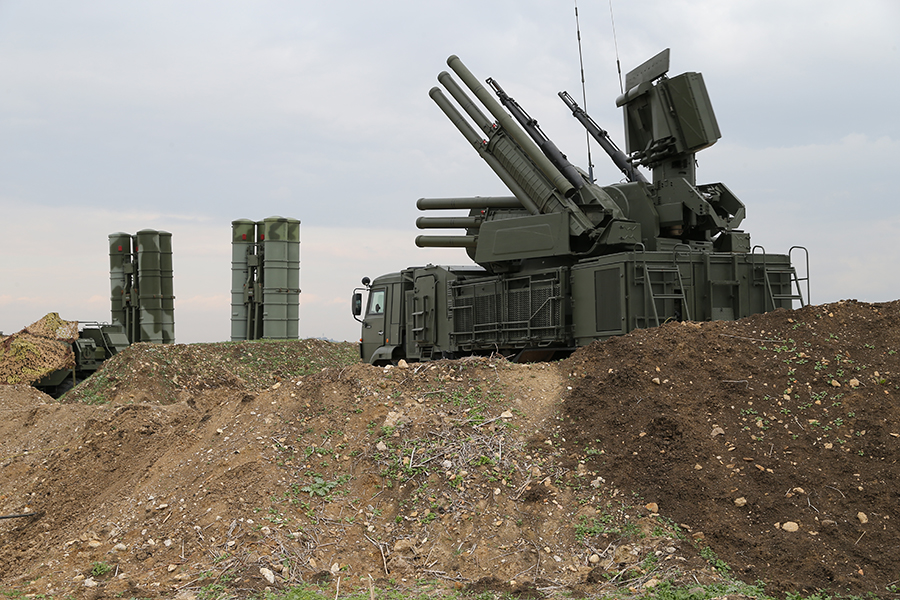
Sistemas de defesa antiaérea russa (S-400 e Pantsir-S1) em Lataquia, no noroeste da Síria.

Segundo o Observatório Sírio de Direitos Humanos, entre setembro de 2015 e setembro de 2017, pelo menos 14 000 pessoas foram mortas durante a intervenção russa na Síria, sendo 41% destes civis.
Em dezembro de 2017, enquanto visitava uma base russa na cidade de Lataquia, o presidente Vladimir Putin anunciou que parte do efetivo militar da Rússia na Síria iria começar a se retirar. Segundo ele, em dois anos de intervenção, "as Forças Armadas russas, em colaboração com o exército sírio, destruíram em grande parte os terroristas internacionais".
A Rússia continuou a realizar ataques aéreos esporádicos na Síria entre 2018 e 2021, mas optou por principalmente aumentar a colaboração com o regime Assad. Em 2022, frente a invasão da Ucrânia pelo exército russo, o governo da Rússia afirmou que estaria retirando tropas e equipamentos da Síria para reforçar suas posições na Europa; de acordo com a mídia russa, em setembro de 2022, a redistribuição das últimas reservas da Rússia na Síria estava em andamento.
Durante todo o ano de 2022, o SOHR reportou que as forças russas realizaram pelo menos 3 935 ataques aéreos naquele ano e mataram pelo menos 159 militantes do Estado Islâmico e feriram outros 255 militantes.
No verão de 2023, a Rússia mantinha vinte bases militares na Síria, além de oitenta e cinco postos militares, a maioria nas províncias de Hama, Al-Hasakah, Latakia e Alepo. Em março de 2023, o Presidente Assad disse aos meios de comunicação russos que "poderia ser necessário aumentar o número de bases militares russas em território sírio no futuro porque a presença da Rússia na Síria está ligada ao equilíbrio global de poder".
Em 2024, após meses de calmaria, combates no noroeste da Síria recomeçaram, com as forças de Assad colapsando na região de Alepo. Em resposta, a força aérea russa bombardeou Alepo e outras áreas vizinhas, como Idlib. Naquele momento, o grupo operacional russo na Síria consistia em unidades de forças especiais, unidades de segurança de base e parte de uma unidade da Força Aérea, mantidas em regime de rodízio. A Rússia aumentou a intensidade dos seus bombardeios para tentar deter os rebeldes e jihadistas, mas não foram bem sucedidos. Suas forças terrestres, assim como o exército de Assad, não combateram o inimigo, preferindo se retirar.
A intervenção russa cessou em 6 de dezembro, depois de um ataque aéreo não ter conseguido destruir a ponte-chave de Arrastã, entre as cidades de Homs e Hama (apenas danificando-a), as forças da oposição capturaram Homs com facilidade. Depois disso, a Rússia não conseguiu mais ajudar as tropas de Assad e suas forças começaram a evacuar sua frota militar de bases no oeste da Síria. A embaixada russa em Damasco também foi bloqueada após a captura da cidade pelos militantes da oposição; a Rússia também ordenou que seus cidadãos fugissem do país.
As duas bases russas na Síria também foram isoladas após as regiões vizinhas serem tomadas pelas tropas da oposição, criando um impasse tenso - com os russos mantendo posições na base aérea de Hmeimim e também a instalação naval de Tartus. A Rússia prometeu respostas rápidas se essas duas fossem atacadas, mas os líderes da oposição síria garantiram a segurança das bases russas, bem como das missões diplomáticas que permaneceram dentro da Síria.